# Parque nacional de Shivapuri Nagarjun
El Parque nacional de Shivapuri Nagarjun (en nepalí: शिवपुरी नागार्जुन राष्ट्रिय निकुञ्ज) es el noveno parque nacional en el país asiático de Nepal siendo establecido en el año 2002. Se encuentra en las colinas medias del país, en la franja norte del valle de Katmandú. Recibe su nombre del pico Shivapuri que alcanza los 2.732 m de altitud. Cubre un área de 159 kilómetros cuadrados en los distritos de Katmandú,y Nuwakot y Sindhupalchowk, junto a 23 comités de desarrollo comunitario.
La zona siempre ha sido un área importante para la captación de agua, suministrando al valle de Katmandú a diario cientos de miles de litros cúbicos de agua. En 1976, el área fue establecida como una cuenca protegida y reserva de vida silvestre. En 2002 fue creado como el Parque nacional Shivapuri, que en un principio abarcaba 144 kilómetros cuadrados, y se extendida hasta la Reserva Forestal Nagarjun a principios de 2009, obteniendo su tamaño y nombre actual.